# Toni Santagata
Toni Santagata, nom de scène d'Antonio Morese, né à Sant'Agata di Puglia le 9 décembre 1935 et mort le 5 décembre 2021 à Rome, est un chanteur de musique folklorique, compositeur, comédien et acteur italien. Il est parfois crédité comme Tony Santagata ou Alfonso Santagata.

## Biographie
Né à Sant'Agata di Puglia, Foggia, Toni Santagata a fait ses débuts en tant que comédien au Derby club de Milan, dans le spectacle Toni Santagata e il suo cabaret, qui a par la suite fait l'objet d'un album. Les années suivantes, il se lance dans la musique folklorique, enregistrant à la fois des classiques de la tradition des Pouilles et composant des chansons. En 1973, il remporte la section folk de Canzonissima avec Lu maritiello. La chanson est un succès, culminant à la sixième place du hit-parade italien. 

## Filmographie

### Cinéma
- 1997 : Il testimone dello sposo de Pupi Avati
- 1999 : La via degli angeli de Pupi Avati
- 2000 : Il conte di Melissa de Maurizio Anania
- 2005 : La seconda notte di nozze de Pupi Avati
- 2013 : L'intrepido de Gianni Amelio

### Télévision
- 2015 : Le nozze di Laura, téléfilm de Pupi Avati

## Discographie

### Albums
- 1968 - La vita di Padre Pio
- 1969 - Ciccillo Provolone
- 1970 - Toni Santagata, le sue canzoni, le cabaret il suo
- 1975 - Lu maritiello ed altre canzoni
- 1975 - Vino Vino
- 1976 - Festa grande
- 1977 - Lu maritiello ed altri successi
- 1982 - Squadra Grande
- 1982 - Quant'è bello lu primm'ammore
- 1983 - Unicus
- 1984 - Ti mando un fax
- 1994 - Storie italiane
- 2002 - Padre Pio
- 2006 - Idee da cantare
- 2010 - Quant'è bello lu primm'ammore e altri successi